# Ann (Vorname)
Ann ist eine Variante des weiblichen Vornamens Anna.
Folgende bekannte Personen tragen diesen Namen:

## Ann

### A
- Ann Allebach (1874–1918), US-amerikanische Geistliche, Lehrerin und Suffragette
- Ann Alton, US-amerikanische Cellistin und Musikpädagogin
- Ann Andreasen (* 1960), färöische Sozialpädagogin und Filmproduzentin
- Ann Ayano (* 1988), deutsch-japanische Schauspielerin, Sopranistin
- Ann Ayars (1918–1995), US-amerikanische Schauspielerin und Opernsängerin

### B
- Ann Bancroft (* 1955), US-amerikanische Polarforscherin und Autorin
- Ann Bannon (* 1932), US-amerikanische Autorin
- Lou Ann Barton (* 1954), US-amerikanische Blues- und Bluesrocksängerin
- Ann Battelle (* 1968), US-amerikanische Freestyle-Skierin
- Ann Baynard (1672–1697), englische Naturphilosophin
- Ann Beattie (* 1947), US-amerikanische Schriftstellerin
- Olive Ann Beech (1903–1993), US-amerikanische Unternehmerin
- Ann Bell (* 1938), britische Schauspielerin
- Catherine Ann Berger (* 1965), Schweizer Filmdramaturgin und Filmkritikerin
- Ann Biderman (* 1951), US-amerikanische Drehbuchautorin
- Ann Bishop (1899–1990), britische Biologin und Mitglied der Royal Society
- Ann Eliza Bleecker (1752–1783), US-amerikanische Autorin und Dichterin
- Ann Blyth (* 1928), US-amerikanische Schauspielerin
- Ann Brashares (* 1967), US-amerikanische Jugendschriftstellerin
- Ann Buchanan (* 1940er), britische Maskenbildnerin und Friseurin
- Ann Budge (* 1948), schottische Unternehmerin und Fußballfunktionärin
- Ann Wolbert Burgess (* 1936), US-amerikanische Forscherin
- Ann Burton (1933–1989), niederländische Jazzsängerin

### C
- Ann Caracristi (1921–2016), US-amerikanische Kryptoanalytikerin
- Ann Carter (1936–2014), US-amerikanische Schauspielerin
- Ann Casson (1915–1990), englische Bühnen- und Filmschauspielerin
- Ann Catley (1745–1789), englische Schauspielerin und Tänzerin
- Ann Cavoukian (* 1952), kanadische Datenschutzbeauftragte
- Ann Chiejine (* 1974), nigerianische Torhüterin
- Ann Christy (1945–1984), belgische Sängerin (eigentlich Christiane Leenaerts)
- Ann Chumpitaz (* 1994), peruanische Schachspielerin
- Ann Cleeves (* 1954), englische Kriminalschriftstellerin
- Ann Clwyd (1937–2023), britische Politikerin
- Barbara Ann Cochran (* 1951), US-amerikanische Skirennläuferin
- Ann Burdette Coe, US-amerikanische Tennisspielerin
- Ann Cotten (* 1982), US-amerikanische, deutschsprachige Schriftstellerin
- Ann Coulter (* 1961), US-amerikanische Journalistin
- Ann C. Crispin (1950–2013), US-amerikanische Science-Fiction-Autorin
- Ann Cusack (* 1961), US-amerikanische Schauspielerin
- Ann Curry (* 1956), US-amerikanische Journalistin und Nachrichtensprecherin
- Ann Curtis (1926–2012), US-amerikanische Schwimmerin

### D
- Ann B. Davis (1926–2014), US-amerikanische Fernsehschauspielerin
- Ann Davison (1912–1992), britische Seglerin
- Marga Ann Deighton (1890–1971), US-amerikanische Schauspielerin
- Ann Demeester (* 1975), belgische Literaturwissenschaftlerin, Kunstkritikerin und Museumsleiterin
- Ann Demeulemeester (* 1959), belgische Modeschöpferin
- Ann Donahue (* ≈1955), US-amerikanische Drehbuchautorin und Fernsehproduzentin
- Ann Doran (1911–2000), US-amerikanische Schauspielerin
- Ann Douglas (* 1942), US-amerikanische Amerikanistin und Hochschullehrerin
- Ann Dowd (* 1956), US-amerikanische Schauspielerin
- Ann Dowling (* 1952), britische Maschinenbauingenieurin
- Ann Druffel (1926–2020), US-amerikanische UFO-Forscherin und Autorin
- Ann Druyan (* 1949), US-amerikanische Schriftstellerin und Produzentin
- Ann Dryden Witte (* 1942), US-amerikanische Wirtschaftswissenschaftlerin
- Ann Dumas (* 1955), amerikanische Kunsthistorikerin
- Ann Dunham (1942–1995), US-amerikanische Anthropologin, Mutter von Barack Obama
- Ann E. Dunwoody (* 1953), US-amerikanische Militärangehörige
- Ann Dupont (1915–1998), US-amerikanische Jazzmusikerin
- Ann Dusenberry (* 1953), US-amerikanische Schauspielerin
- Ann Dvorak (1912–1979), US-amerikanische Schauspielerin

### E
- Ann Elliott-Goldschmid, kanadische Geigerin

### F
- Ann Faraday (* ≈1948), britische Autorin psychologischer Ratgeberliteratur
- Ann-Helen Fjeldstad Jusnes (* 1956), norwegische lutherische Geistliche und Theologin
- Ann Forstén (1939–2002), finnische Paläontologin
- Ann French (* 1960), US-amerikanische Badmintonspielerin
- Ann Fetter Friedlaender (1938–1992), amerikanische Wirtschaftswissenschaftlerin
- Ann Elizabeth Fowler Hodges (1920–1972), US-Amerikanerin, die von Meteorit getroffen wurde

### G
- Peggy Ann Garner (1932–1984), US-amerikanische Film- und Theaterschauspielerin und Fotomodell
- Jennifer Ann Gerber (* 1981), Schweizer Model und Moderatorin
- Ann Gerry (1763–1849), Second Lady der Vereinigten Staaten
- Ann Getty (1941–2020), US-amerikanische Verlegerin und Philanthropin
- Ann Gillespie (* 1981), US-amerikanische Schauspielerin und Priesterin
- Ann Gillis (1927–2018), US-amerikanische Schauspielerin
- Ann Glover (* 1688), Opfer der Hexenverfolgung
- Ann Goldstein (* 1957), Museumskuratorin
- Mary Ann Gomes (* 1989), indische Schachspielerin
- Ann Helen Grande (* 1977), norwegische Biathletin
- Ann Granger (* 1939), englische Krimi-Schriftstellerin
- Ann Grant (* 1955), simbabwische Hockeyspielerin
- Ann M. Graybiel (* 1942), US-amerikanische Neurowissenschaftlerin
- Ann Griffiths (1776–1805), walisische Dichterin
- Ann Guilbert (1928–2016), US-amerikanische Schauspielerin

### H
- Ann Haesebrouck (* 1963), belgische Ruderin
- Ann Hall (1792–1863), US-amerikanische Miniaturmalerin
- Ann Hallenberg (* 1967), schwedische Opernsängerin
- Ann Hampton Callaway (* 1958), US-amerikanische Komponistin
- Ann Harding (1902–1981), US-amerikanische Schauspielerin
- Ann Hasseltine Judson (1789–1826), US-amerikanische Missionarin
- Ann Haven Morgan (1882–1966), US-amerikanische Zoologin, Ökologin und Hochschullehrerin
- Ann Haydon-Jones (* 1938), britische Tennisspielerin
- Ann Henderson-Sellers (* 1952), australische Geographin und Klimaforscherin
- Ann-Marlene Henning (* 1964), dänische Psychologin, Sexologin, Moderatorin und Autorin
- Ann Henricksson (* 1959), US-amerikanische Tennisspielerin
- Ann Hibbins († 1956), Opfer der Hexenverfolgung
- Ann Höling (1925–2005), deutsche Schauspielerin
- Ann Howard (1924–2007), US-amerikanische Gastronomin
- Ann Howard (1934–2014), britische Opernsängerin
- Ann Hughes (* 1960), britische Judoka
- Ann Hui (* 1947), chinesische Schauspielerin, Regisseurin und Filmproduzentin
- Ann Hyland (* 1936), britische Schriftstellerin und Historikerin

### I
- Jayne-Ann Igel (* 1954), deutsche Schriftstellerin

### J
- Ann Jansson (* 1957), schwedische Fußballspielerin
- Ann Jillian (* 1950), US-amerikanische Schauspielerin
- Ann Johnson (* 1933), britische Sprinterin und Weitspringerin
- Ann Jones (* 1937), US-amerikanische Journalistin und Autorin
- Ann Jørgensen (* 1973), dänische Badmintonspielerin
- Ann Eleonora Jørgensen (* 1956), dänische Schauspielerin
- Ann-Veruschka Jurisch (* 1972), deutsche Politikerin (FDP), MdB

### K
- Jo Ann Kelly (1944–1990), britische Blues-Sängerin und Gitarristin
- Ann Kirkpatrick (* 1950), US-amerikanische Politikerin
- Ann Kiyomura (* 1955), US-amerikanische Tennisspielerin
- Ann Olga Koloski-Ostrow (* 1949), US-amerikanische Klassische Archäologin
- Jayne Ann Krentz (* 1948), US-amerikanische Autorin

### L
- Ann Ladiges (1935–2019), deutsche Fernsehansagerin, Journalistin und Autorin
- Ann-Helén Laestadius (* 1971), schwedisch-samische Journalistin und Autorin
- Ann Lallande (1949–2021), puerto-ricanische Schwimmerin und Journalistin
- Ann Langley, kanadische Organisationsforscherin
- Rebecca Ann Latimer Felton (1835–1930), US-amerikanische Politikerin
- Ann Lauterbach (* 1942), US-amerikanische Lyrikerin
- Ann Lawrence Durviaux (1968–2021), belgische Juristin
- Ann Leckie (* 1966), US-amerikanische Schriftstellerin
- Ann Lee (1736–1784), Gründerin der christlichen Freikirche der Shaker
- Ann Lee (* 1967), britische Sängerin
- Ann Tizia Leitich (1891–1976), kenianische Frauenrechtlerin
- Ann Itto Leonardo (* 1964), Politikerin in Südsudan
- Ann Li (* 2000), US-amerikanische Tennisspielerin
- Ann Linde (* 1961), schwedische Politikerin
- Ann Lislegaard (* 1962), US-amerikanische Schriftstellerin
- Ann Livermore (* 1958), US-amerikanische Managerin
- Ann Lowe (1898–1981), US-Modedesignerin

### M
- Roberta Ann MacAvoy (* 1949), US-amerikanische Autorin
- Ann-Marie MacDonald (* 1958), kanadische Autorin, Journalistin und Schauspielerin
- Ann Magnuson (* 1956), US-amerikanische Schauspielerin und Sängerin
- Ann Matnadze Bujiashvili (* 1983), georgische Schachspielerin und -trainerin
- Marissa Ann Mayer (* 1975), US-amerikanische Informatikerin
- Mary Ann McCall (1919–1994), US-amerikanische Jazz-Sängerin
- Ann McKechin (* 1961), britische Politikerin, Mitglied des House of Commons
- Ann McLane Kuster (* 1956), US-amerikanische Politikerin
- Ann McLaughlin Korologos (1941–2023), US-amerikanische Politikerin und Managerin
- Pamela Ann Melroy (* 1961), US-amerikanische Astronautin
- Ann Meyers (* 1955), US-amerikanische Basketballspielerin und Sportreporterin
- Ann Miller (1923–2004), US-amerikanische Schauspielerin und Tänzerin
- Penelope Ann Miller (* 1964), US-amerikanische Schauspielerin
- Ruth Ann Minner (1935–2021), US-amerikanische Politikerin

### N
- Ann Naddodsdóttir (* ≈850), vermutlich die Tochter des färöischen Wikingers Naddoddur
- Ann Therese Ndong-Jatta (* 1956), gambische Politikerin
- Ann Nelson (1958–2019), US-amerikanische Physikerin
- Roli-Ann Neubauer (* 1984), deutsche Basketballspielerin
- Mary Ann Nichols (1845–1888), britisches Mordopfer
- Ann Njogu, kenianische Frauenrechtlerin
- Ann Noël (* 1944), deutsch-britische Künstlerin
- Ann Grete Nørgaard (* 1983), dänische Handballspielerin

### O
- Ann Oakley (* 1944), britische Soziologin, Autorin und Frauenrechtlerin
- Ann-Margret Olsson (* 1941), schwedisch-amerikanische Sängerin und Schauspielerin
- Ann Ormonde (* 1935), irische Politikerin (Fianna Fáil)
- Ann Osgerby (* 1963), britische Schwimmerin

### P
- Ann Packer (* 1942), britische Leichtathletin
- Cynthia Ann Parker (1827–1870), US-amerikanisches Entführungsopfer
- Lea Ann Parsley (* 1968), US-amerikanische Skeletonpilotin
- Ann Parsons (* 1945), südafrikanische Badmintonspielerin
- Ann Patchett (* 1963), US-amerikanische Schriftstellerin
- Ann Peebles (* 1947), US-amerikanische Sängerin
- Ann Peel (* 1961), kanadische Geherin
- Ann Petersen (* 1966), dänische Opernsängerin
- Ann Petersen (1927–2003), belgische Schauspielerin
- Ann Peterson (* 1947), US-amerikanische Wasserspringerin
- Ann Petrén (* 1954), Schwedische Schauspielerin
- Ann Petry (1908–1997), US-amerikanische Schriftstellerin
- Ann Pettifor (* 1947 oder 1949), britische Ökonomin
- Ann Poels (* 1978), belgische Westernreiterin
- Ann Power-Forde (* 1962), irische Juristin und Richterin am Europäischen Gerichtshof für Menschenrechte
- Ann Prentice (* 1952), britische Ernährungswissenschaftlerin
- Ann Prentiss (1939–2010), US-amerikanische Schauspielerin
- Ann Preston (1813–1872), US-amerikanische Ärztin und Pädagogin
- Patricia Ann Priest (* 1936), US-amerikanische Filmschauspielerin

### R
- Ann Rabson (1945–2013), US-amerikanische Blues-Pianistin, Gitarristin und Sängerin
- Ann Radcliffe (1764–1823), englische Schriftstellerin
- Mary Ann Redmond (* 1958), US-amerikanische Sängerin, Gitarristin und Komponistin
- Ann Reinking (1949–2020), US-amerikanische Schauspielerin, Tänzerin und Choreografin
- Ann Richards (1933–2006), US-amerikanische Politikerin
- Ann Richards (1935–1982), US-amerikanische Jazzsängerin
- Ann Richards (1917–2006), australische Schauspielerin
- Ann Robinson (* 1929), US-amerikanische Schauspielerin
- Ann Romney (* 1949), US-amerikanische Autorin
- Ann Roniger (1943–2019), US-amerikanische Hochspringerin und Fünfkämpferin
- Ann Rosendahl (* 1959), schwedische Skilangläuferin
- Ann Rosman (* 1973), schwedische Schriftstellerin
- Ann Roth (* 1931), US-amerikanische Kostümbildnerin
- Ann Rule (1931–2015), amerikanische Autorin und ehemalige Polizistin
- Ann Rutherford (1917–2012), kanadisch-US-amerikanische Schauspielerin

### S
- Ann Savage (1921–2008), US-amerikanische Filmschauspielerin
- Ann Savo (1932–2022), finnische Schauspielerin
- Ann Savoy (* 1952), US-amerikanische Sängerin
- Elizabeth Ann Scarborough (* 1947), US-amerikanische Science-Fiction- und Fantasy-Autorin
- Ann Scott (* 1965), französische Schriftstellerin
- Barbara Ann Scott (1928–2012), kanadische Eiskunstläuferin
- Ann-Helena Schlüter (* 1976), deutsch-schwedische Pianistin, Organistin, Komponistin und Autorin
- Ann-Charlott Settgast (1921–1988), deutsche Schriftstellerin
- Ann Sexton (1947–2025), US-amerikanische Sängerin
- Ann Sheridan (1915–1967), US-amerikanische Schauspielerin
- Ann Sick (* 1958), US-amerikanische Crosslauf-Sommerbiathletin
- Ann Simons (* 1980), belgische Judoka
- Ann Skelly (* 1996), irische Schauspielerin
- Ann-Elen Skjelbreid (* 1971), norwegische Biathletin
- Ann Eliza Smith (1819–1905), US-amerikanische Autorin
- Ann Smyrner (1934–2016), dänische Filmschauspielerin
- Ann-Beth Solvang (* 1996), norwegische Opernsängerin (Mezzosopran)
- Ann Sothern (1909–2001), US-amerikanische Schauspielerin
- Brenda Ann Spencer (* 1962), US-amerikanische Mörderin
- Ann Stengård (* 1955), dänische Fußballnationalspielerin
- Ann Stauss (* 1981), färöische Fußballspielerin
- Ann Street Barry (1733–1801), englische Sängerin, Tänzerin und Bühnenschauspielerin
- Ann Strother (* 1983), US-amerikanische Basketballspielerin

### T
- Ann-Eli Tafjord (* 1976), norwegische Skilangläuferin
- Ann Bonfoey Taylor (1910–2007), US-amerikanische Flugpionierin und Model
- Ann Taylor, Baroness Taylor of Bolton (* 1947), britische Politikerin
- Ann Taylor (1782–1866), britische Dichterin und Literaturkritikerin
- Ann Telnaes (* 1960), US-amerikanische Karikaturistin
- Ann Todd (1907–1993), britische Schauspielerin
- Ann Truong, vietnamesisch-australische Schauspielerin
- Ann Turkel (* 1946), US-amerikanische Schauspielerin
- Ann Turner Robinson (1716–1741), englische Sopranistin
- Ann Tsukamoto (* 1952), Biotechnologieunternehmerin
- Ann Twardowicz (1929–1973), US-amerikanische Malerin und Grafikerin

### V
- Ann Veneman (* 1949), US-amerikanische Politikerin
- Ann Vielhaben(* 1975), deutsche Schauspielerin und Sprecherin
- Ann Voskamp (* 1973), kanadische Psychologin, Farmerin, geistliche Schriftstellerin und Bestsellerautorin
- Ann Vriend, kanadische Singer-Songwriterin sowie Pianistin

### W
- Lisa Ann Walter (* 1963), US-amerikanische Schauspielerin
- Ann E. Ward (1949–2016), US-amerikanische Jazzmusikerin und Musikpädagogin
- Lesley Ann Warren (* 1946), US-amerikanische Schauspielerin
- Ann Wauters (* 1980), belgische Basketballspielerin
- Ann Wilson (* 1950), US-amerikanische Sängerin
- Ann Wolfe (* 1971), US-amerikanische Boxerin
- Ann-Elisabeth Wolff (* 1953), deutsche Musikwissenschaftlerin und Theatermanagerin
- Lee Ann Womack (* 1966), US-amerikanische Country-Sängerin und Songwriterin

### Y
- Mary Ann Yates (1728–1787), englische Schauspielerin und Tänzerin

### Z
- Ann Zacharias (* 1956), schwedische Schauspielerin, Drehbuchautorin und Regisseurin
- Keren Ann Zeidel (* 1974), französische Sängerin
- Ann Zhang (* 1957), chinesische Shorttracktrainerin

## Ann-Kathrin (und Variationen)
siehe Anne-Kathrin und Variationen

## Ann-Kristin (und Variationen)
- Ann Kristin Aarønes (* 1973), norwegische Fußballspielerin
- Ann-Kristin Achleitner (* 1966), deutsche Wissenschaftlerin
- Ann Christin Elverum (* 1974), norwegische Schauspielerin, Sängerin, Tänzerin und Musicaldarstellerin
- Ann Kristin Flatland (* 1982), norwegische Biathletin
- Ann-Christine Hagberg (* 1948), schwedische Schwimmerin
- Ann-Kristin Hamm (* 1977), deutsche Malerin
- Ann-Christin Hellman (* 1955), schwedische Tischtennisspielerin
- Ann-Christine Jansson (* 1950), schwedische Fotografin und Fotojournalistin
- Ann-Kristin Leo (* 1978), deutsche Schauspielerin
- Ann-Christin Nykvist (* 1948), schwedische Politikerin
- Ann-Christine Nyström (1944–2022), als Ann Christine finnische Schlagersängerin
- Ann-Christin Quade (* 1992), deutsche Volleyballspielerin
- Ann-Kristin Reyels (* 1976), deutsche Regisseurin und Drehbuchautorin
- Ann-Christin Strack (* 1993), deutsche Bobfahrerin und ehemalige Leichtathletin
- Ann Christin von Allwörden (* 1978), deutsche Polizistin und Politikerin (CDU)
- Ann-Christin Zacharias (* 1975), deutsche Basketballspielerin

## Ann-Lou(ise) (und Variationen)
- Ann-Louise Edstrand (* 1975), schwedische Eishockeyspielerin
- Ann-Louise Hanson (* 1944), schwedische Schlagersängerin
- Ann-Lou Jørgensen (* 1977), dänische Badmintonspielerin
- Ann-Louise Skoglund (* 1962), schwedische Leichtathletin
- Ann-Louise Slee (* 1988), australische Badmintonspielerin

## An(n)-Sophie (und Variationen)
- Ann-Sophie Bohm (* 1993), deutsche Politikerin (Bündnis 90/Die Grünen)
- Ann-Sophie Duyck (* 1987), belgische Radrennfahrerin
- Ann-Sofie Järnström (* 1949), schwedische Eisschnellläuferin
- Ann-Sofie Johansson (* 1963), schwedische Modedesignerin
- Ann-Sophie Kimmel (* 1994), deutsche Fernsehmoderatorin
- An-Sophie Mestach (* 1994), belgische Tennisspielerin
- Ann-Sofi Pettersson-Colling (* 1932), schwedische Turnerin
- Ann-Sofie Rase (x), schwedische Schauspielerin
- Ann-Sophie Schweizer (* 1970), deutsche Filmeditorin
- Ann-Sofi Söderqvist (* 1956), schwedische Jazzmusikerin